# Devil City Angels
 Devil City Angels  es un supergrupo de rock formado por el guitarrista Tracii Guns (L.A. Guns), el baterista Rikki Rockett (Poison), el bajista Eric Brittingham (Cinderella) y el cantante y guitarrista rítmico Brandon Gibbs (Cheap Thrill).

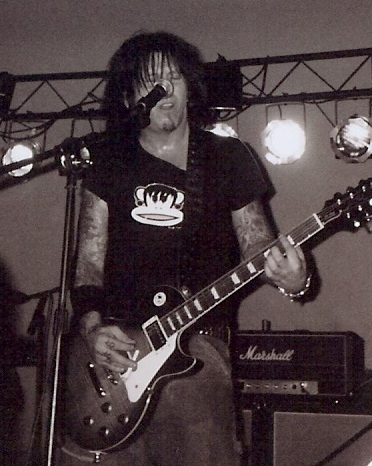
El guitarrista líder Tracii Guns.

Tras su formación, el supergrupo creó su página web oficial y publicó los sencillos "All My People"
 y "No Angels". Tras la grabación del álbum debut, Rudy Sarzo de Quiet Riot reemplazó al bajista Eric Brittingham para grabar el vídeoclip de la canción "Boneyard".
En julio de 2015, Devil City Angels publicó el sencillo "All I Need" de su álbum debut homónimo, producido por la misma banda en Los Ángeles y mezclado en Nashville por Anthony Focx. El álbum debut fue publicado oficialmente el 11 de septiembre de 2015.

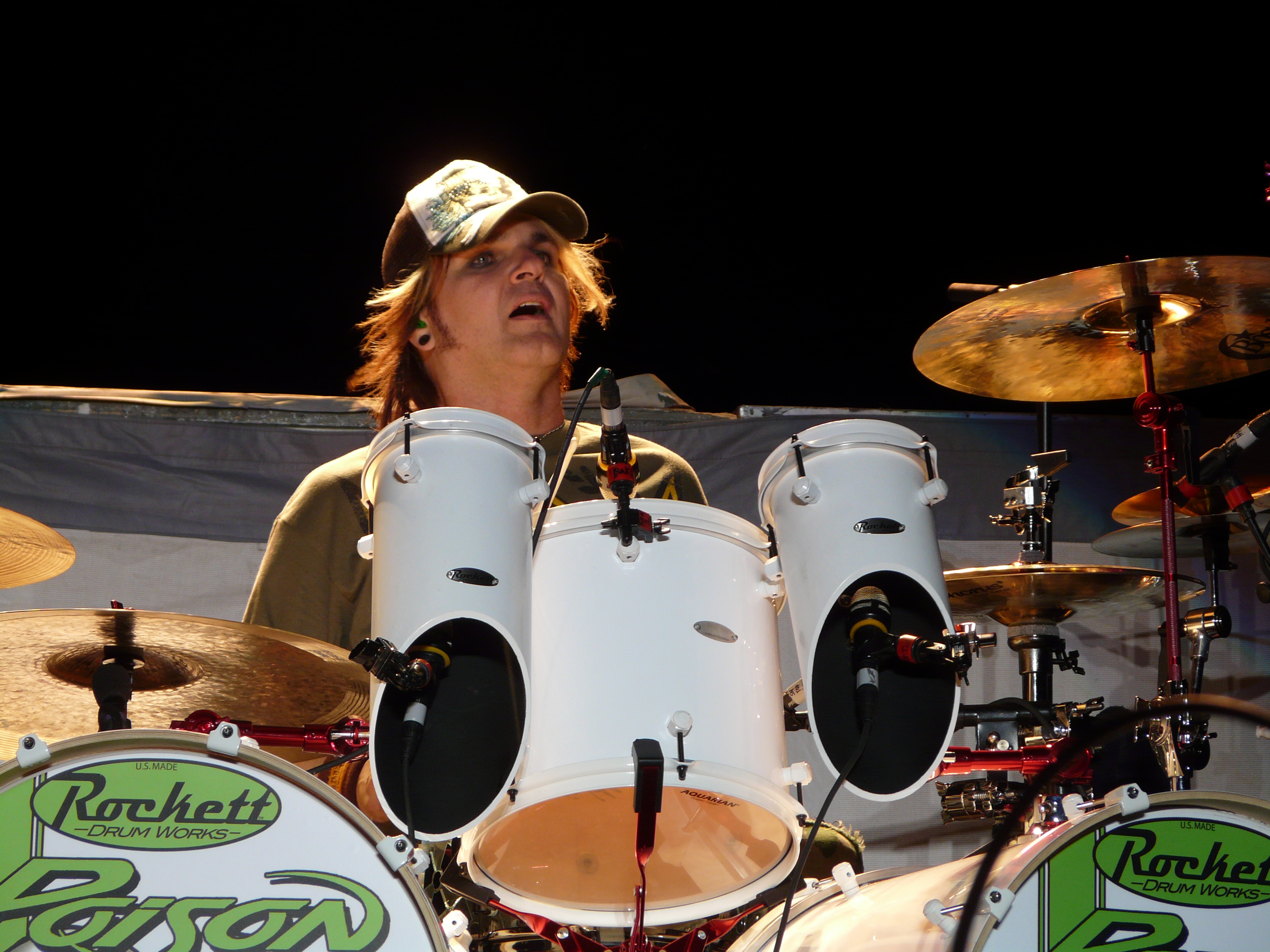
El baterista Rikki Rockett.

## Discografía

### Álbumes de estudio
- Devil City Angels (2015)

#### Lista de canciones

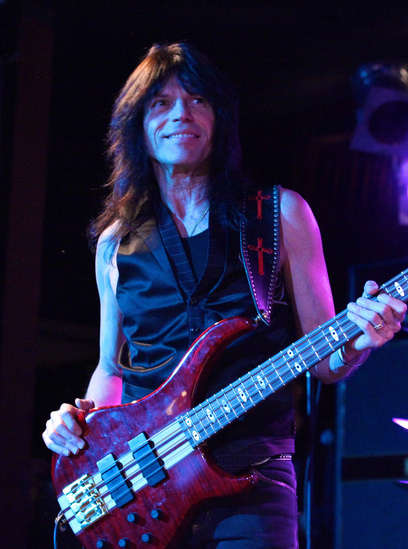
El bajista Rudy Sarzo.

1. "Numb"
2. "All My People"
3. "Boneyard"
4. "I'm living"
5. "No Angels"
6. "Goodbye Forever"
7. "Ride with Me"
8. "All I Need"
9. "Back to the Drive"
10. "Bad Decisions"

### Sencillos
- "All My People" (2014)
- "Boneyard" (2015)
- "All I Need" (2015)

## Músicos

### Actuales
- Brandon Gibbs – voz, guitarra rítmica (2014–presente)
- Tracii Guns – guitarra líder (2014–presente)
- Rikki Rockett – batería, percusión (2014–presente)
- Rudy Sarzo – bajo (2015–presente)

### Anteriores
- Eric Brittingham – bajo (2014–2015)